# حسين علي السيد
حسين علي الصياد (ولد في 14 يناير 1988) هو لاعب كرة يد بحريني يلعب لصالح نادي الخليج السعودي ومنتخب البحرين لكرة اليد.
شارك في بطولة العالم لكرة اليد للرجال 2017 حيث ساهم في احتلال منتخب البحرين المركز الثالث والعشرون.